# Blåklockesandbi
Blåklockesandbi (Andrena curvungula) är en art i insektsordningen steklar som tillhör familjen grävbin och släktet sandbin. Arten kallas även blåklocksandbi.

## Beskrivning
Arten har svart grundfärg och med korta, påtagligt breda, bruna hår upptill på mellankroppen. Sidorna har längre, gråa hår. Bakkroppen har tydliga, vita hårband längs bakkanterna på tergit 2 till 4. Tergit 5 har även ett avslutande hårband, men det är snarare brungult än vitt. Skenbenen på mellan- och bakbenen har tät, varmgul päls. Hanen är lik honan, men har längre päls på mellankroppens ovansida. Arten är relativt stor, med en kroppslängd på 12 till 14 mm.

## Ekologi
Habitatet utgörs av bergsterräng och mellanliggande dalar med fuktiga, tempererade gräsmarker, skogsdungar och -bryn, våtmarker, på sluttningar, i vingårdar och i bebyggelse.. I Alperna går den upp till 1 700 m. I Sverige har arten även påträffats på alvarmarker, kalhyggen, militära skjutfält och jordbruksmarker, gärna med tillgång till blåklockor.

### Föda
Blåklockesandbiet samlar endast pollen till larvernas föda från blåklockor i familjen klockväxter, framför allt stor och liten blåklocka; det har emellertid även påträffats på andra växter, som nävor i familjen näveväxter, fingerörter i rosväxter, veronikor i grobladsväxter samt sommarmalvor i malvaväxter.

### Fortplantning
Artens parningsritualer förefaller vara mycket flexibla. Från Tyskland rapporteras det om hanar som, likt många humlehanar, flyger patrulleringsflygningar för att hitta och locka till sig parningsvilliga honor; i före detta Tjeckoslovakien (Tjeckien och Slovakien) däremot, har man observerat hanar som samlas i stora flockar över bokolonier i väntan på att de nykläckta honorna skall komma fram. De nykläckta honorna och hanarna (de övervintrar som larver) lämnar sina bon i marken i slutet av juni; hanarna lever bara i 2 till 3 veckor, honorna i 3 till 5. Hanen är polygam, honan troligtvis monogam. Efter parningen gräver honan ett bo i marken, bestående av gångar som avslutas med en yngelcell. Denna provianteras med en kula av pollen från blåklockor – som nämnts är honan mycket specialiserad därvidlag. Det finns vissa tecken på att honan hinner bygga mer än ett bo. Honans polleninsamlande är mycket intensivt – det har framförts farhågor att hon samlar så mycket pollen att det kan vara till ogagn för växten.. Vana honor kan avgöra en blåklockas kvalitet som pollenkälla redan i flykten. Arten är solitär, men honorna brukar bygga sina bon i stora kolonier. I Sverige avviker emellertid blåklockesandbiet från denna vana, där bygger honorna vanligen sina bon enskilt.
I Mellaneuropa parasiteras bona av gökbina Nomada braunsiana och gullgökbi (Nomada fulvicornis); det senare förekommer även i Sverige. Gökbihonan lägger ett ägg vardera i larvceller som värdhonan redan har försett med ägg och näring. När larven kläcks äter den först upp värdägget eller -larven och lever sedan av den insamlade näringen.

## Utbredning
Utbredningsområdet omfattar södra Nordeuropa, Mellaneuropa och Sydeuropa inklusive Balkan, och fortsätter österut till Turkiet, Kaukasien och västra Kazakstan i Centralasien.
I Sverige finns arten endast på Gotland. Den är numera rödlistad som nära hotad ("NT"), och är utdöd i Skåne och Småland. I Skåne sågs den senast 1948 i Rörum, i Småland (Jönköpings län) dog den ut redan i slutet av 1800-talet.
Främsta anledningen till artens nedgång i Sverige är det minskade skogsbruket, som lett till en förtätning av skogarna, som i sin tur lett till en minskning av tillgången på örter som blåklockor och lämpliga platser för bobyggnad.
I Finland saknas arten.

### Huvudkälla
- L. Anders Nilsson (2005) (PDF, 778 kB). Blåklocksandbi - en bevarandebiologisk utvärdering. Länsstyrelsen i Gotlands län - Visby. ISSN 1403-8439. http://naturvardsverket.diva-portal.org/smash/get/diva2:862928/FULLTEXT01.pdf. Läst 16 april 2013.